# Plusiodonta detracta
Plusiodonta detracta är en fjärilsart som beskrevs av Walker 1865. Plusiodonta detracta ingår i släktet Plusiodonta och familjen nattflyn. Inga underarter finns listade i Catalogue of Life.